# 绍卢尔
绍卢尔是印度泰米尔纳德邦尼爾吉里斯縣的一个城镇。总人口11297（2001年）。

## 人口
该地2001年总人口11297人，其中男性5615人，女性5682人；0—6岁人口1250人，其中男608人，女642人；识字率58.98%，其中男性为69.62%，女性为48.47%。